# Вашингтон
Вижте пояснителната страница за други значения на Вашингтон.
Вашингтон (на английски: Washington, D.C.) е столицата на Съединените американски щати.
Територията му образува Федерален окръг Колумбия, наричан често и само окръг Колумбия (District of Columbia) – единственият федерален окръг в САЩ. Смята се, че Вашингтон и Федерален окръг Колумбия представляват една и съща административна единица. Градът е разположен на северния бряг на река Потомак и граничи с щатите Вирджиния на югозапад и Мериленд от другите страни. Окръгът има население от 599 657 души. Пътуващите от околните предградия повишават неговото население през работната седмица до около милион.
Центровете на трите клона на федералното правителство на Съединените щати са разположени в окръга, както и много от националните исторически забележителности и музеи. Вашингтон е домакин на 174 чуждестранни посолства, както и седалищата на Световната банка, Международния валутен фонд (IMF), Организацията на американските държави (OAS), Интер-американската банка за развитие, Панамериканската здравна организация (PAHO). Седалищата на други институции, като профсъюзи, лобистки групи и професионални сдружения, също са разположени в окръга.
Вашингтон е управляван от кмет и 13 члена на Градския съвет. Въпреки това Конгресът на Съединените щати има върховна власт над града и може да отхвърля местни закони. По тази причина жителите на окръга имат по-малко автономност, отколкото жителите на щатите. Окръгът има делегат на федералното правителство, който не може да гласува закони и същевременно е действащ в Конгреса, но не и сенатори. Жителите на окръга нямат право да гласуват в президентските избори до ратифицирането на Двадесет и третата поправка на Конституцията на САЩ през 1961 г.
Вашингтон е наречен на Джордж Вашингтон, първият президент на САЩ. Името на окръг Колумбия идва от старо поетично име за Съединените щати, произлизащо от Христофор Колумб, което е излязло от употреба в началото на 20 век. Много музеи и паметници на Вашингтон го правят популярно място за туристи.

## История
Когато през 17 век в района на днешен Вашингтон около река Анакостия пристигат първите европейци, той бил населен с алгонкински народи, известни като Nacotchtank. До началото на 18 век индианците до голяма степен се изселват от тази област.
Джеймс Мадисън изтъква необходимостта от федерален окръг на 23 януари 1788 г. в своето есе „Федералист № 43“, твърдейки че столицата на страната трябва да се различава от щатите, за да осигури собствената си издръжка и безопасност. Атака срещу конгреса във Филаделфия от тълпа разгневени войници, известна като Пенсилванския бунт през 1783 г., подчертава необходимостта правителството да се погрижи за собствената си сигурност. Правото за създаване на федерална столица е предвидено в член първи, раздел осми от Конституцията на Съединените щати, което позволява на „окръг (не по-голям от десет квадратни мили) да се превърне в седалище на правителството на Съединените щати чрез отстъпване на територии на определени щати и одобрението от Конгреса." Конституцията обаче не посочва място за новата столица. Мадисън, Александър Хамилтън и Томас Джеферсън се споразумяват, че федералното правителство би приело поемането на военния дълг от щатите при условие, че новата столица ще бъде разположена в южните Съединени щати, което по-късно става известно като Компромисът от 1790 г.
На 16 юли 1790 г. със специален закон (Residence Act) се постановява новата столицата да бъде разположена за постоянно край река Потомак, а точната площ да бъде избрана от президента Вашингтон. Първоначалната форма на федералния окръг е квадрат със страна 16 km, а общата площ е 260 km2, както е позволено от Конституцията на САЩ. През 1791 – 1792 г. Андрю Еликот и няколко сътрудници, включително Бенджамин Банекер, измерват границата на окръга около Мериленд и Вирджиния, поставяйки камъни на всяка миля по границата. Много от камъните все още се намират там. Нов „федерален град" е построен на северния бряг на река Потомак на изток от установеното селище в Джорджтаун. На 9 септември 1791 г. „федералният град" е кръстен в чест на Джордж Вашингтон и окръгът е обявен за територия на Колумбия, използвана по онова време като поетично име за Съединените щати. Конгресът провежда първото си заседание във Вашингтон на 17 ноември 1800 г.
Актът от 1801 г. официално обединява градовете Вашингтон, Джорджтаун и Александрия, като ги прави част от федералната територия на окръг Колумбия, поставяйки я само под контрола на Конгреса. Също така територията в окръга се разделя на две: Вашингтон каунти – на изток от река Потомак и Александрия каунти – на запад. След този акт, гражданите в окръга вече не са считани за жители на Мериленд или Вирджиния, като по този начин приключва тяхното представителство в Конгреса.
По време на войната от 1812 г. след като разграбват и изгарят Йорк (днешен Торонто), на 24 – 25 август 1814 г. британски войски нахлуват в столицата при нападение, известено като Изгарянето на Вашингтон. Опожарени и унищожени са Капитолият, Министерството на финансите и Белият дом. Повечето правителствени сгради са възстановени бързо, но Капитолият, който по онова време е в строеж, не е завършен до 1868 г.
От 1800 г. жителите на окръга протестират заради липсата си на представителство, с което се гласуват закони в Конгреса. За да поправят това, различни предложения са отправяни за връщане на земята, която е отстъпена за формирането на окръга, обратно на Мериленд и Вирджиния. Този процес е известен като отстъпване на територия. Обаче тези усилия не успяват да спечелят достатъчно подкрепа до 1830 г., когато южното каунти на Александрия, което е част от окръга, страда от икономически спад, който отчасти се дължи на небрежността на Конгреса. Александрия е бил основен пазар в американската търговия с роби и се разпространили слухове, че аболиционистите в Конгреса се опитват да сложат край на робството в окръга – действие, което би довело до по-нататъшно отслабване на икономиката на Александрия, основана на робството. През 1840 г. жителите започват петиция за отстъпване на южната територия на окръга обратно на Вирджиния, тъй като са недоволни от властта на Конгреса над Александрия. Държавната законодателна власт одобрява това през февруари 1846 г., което до известна степен се дължи на връщането на Александрия, осигурявайки два допълнителни делегата, подкрепящи робството на Общото събрания на Вирджиния. На 9 юли 1846 г. Конгресът се съгласява да върне цялата територия на окръга на юг от река Потомак на щата Вирджиния.
От 1860 г. приблизително 80% от афроамериканските жители на града са свободни чернокожи. Избухването на Американската гражданска война през 1861 г. довежда до забележителен ръст на населението в окръга, което се дължи на разширяването на федералното правителство и големия приток на освободени роби. През 1862 г. президентът Ейбрахам Линкълн подписва закон (свързан с получаване на компенсации при освобождаване на роби), който слага край на робството в окръг Колумбия и освобождава около 3100 души, девет месеца преди официалното обявяване на освобождаването. До 1870 г. населението на окръга се увеличава с приблизително 132 000 души. Въпреки растежа на града, Вашингтон все още имал черни пътища и му липсвала канализация; положението било толкова лошо, че някои членове на Конгреса предлагат преместване на столицата на друго място.
С акта от 1871 г. Конгресът създава ново правителство за цялата федерална територия. Този акт ефективно обединява град Вашингтон, Джорджтаун и Вашингтон каунти в една община, официално наречена окръг Колумбия. Въпреки че град Вашингтон по закон престава да съществува след 1871 г., името продължава да се употребява и целият град става известен като Вашингтон, окръг Колумбия. В същия акт Конгресът определя Съвет за благоустройство на града. През 1873 г. президентът Грант назначава най-влиятелния член на съвета – Александър Шепърд, на новия пост губернатор. Същата година Шепърд изразходва 20 милиона щатски долара за обществени поръчки (357 милиона щатски долара по сравними курсове към 2007 г.), което модернизира града, но и го докарва до фалит. През 1874 г. Конгресът закрива офиса на Шепърд в полза на прякото управление. Допълнителни проекти за обновяване на града не са извършвани чак до Плана Макмилан през 1901 г.
Населението на окръга остава относително непроменено до Голямата депресия през 30-те години на ХХ век, когато Новият курс на президента Франклин Рузвелт разраства бюрокрацията във Вашингтон. Втората световна война допълнително увеличава правителствената дейност. Двадесет и третата поправка от Конституцията на Съединените щати е ратифицирана през 1961 г., позволявайки на окръга да има три гласа в Избирателната колегия за избора на президент и вицепрезидент, но все още липсва представителство, с което да гласува закони в Конгреса.
След убийството на водача за граждански права Мартин Лутър Кинг на 4 април 1968 г., избухват размирици в окръга, предимно на U Street, 14th Street, 7th Street и H Street, центрове на жилищни и търговски райони на чернокожи. Размириците бушуват в продължение на три дни, докато над 13 000 федерални и национални войски успяват да потушат насилието. Много магазини и други сгради са опожарени, като възстановяването им не е завършено до края на 90-те години на ХХ век.
При атентатите от 11 септември 2001 г. самолетът на United Airlines от полет 93 се смята, че е бил предназначен за атака на Вашингтон, но се разбива в щата Пенсилвания, когато пътниците опитват да превземат контрола над самолета от похитителите.

## География
Вашингтон е с обща площ от 177 km2, от които 159 km2 са заети от земя и 18 km2 от вода. Окръгът е по-малък от 260 km2, което се дължи на преотстъпването на южната част на окръга обратно на щата Вирджиния през 1846 г. Сегашната площ на Вашингтон се състои само от територия, прехвърлена от щата Мериленд. По тази причина Вашингтон е заобиколен с щатите Мериленд на югоизток, североизток и северозапад и Вирджиния на югозапад. Окръгът има три големи природни потоци: река Потомак и нейните притоци – река Анакостия и Рок Крийк (Rock Creek).
Противно на легендата, Вашингтон не е бил построен върху рекултивирани мочурливи места. Въпреки че влажните зони обхващали области по протежението на двете реки и други естествени потоци, по-голямата част от територията на окръга се състояла от земеделска земя и хълмове, покрити с дървета. Най-високата естествена точка в окръг Колумбия е точката Рино, разположена в парк Форт Рено в квартала Tenleytown на 125 m над морското равнище. Най-ниската точка е нивото на водата на река Потомак.

### Климат
Вашингтон е разположен във влажната субтропична климатична зона (Köppen: Cfa), проявяваща се в четири сезона. Неговият климат е типичен за средноатлантическите щати, които са отдалечени от големите водни маси. Пролетта и есента са топли, докато зимата е хладна, със среден годишен снеговалеж от 37 cm. Средните зимни температури са 3,3 °C от средата на декември до средата на февруари. Виелиците оказват въздействие на Вашингтон средно веднъж на всеки четири или шест години. Най-силните бури се наричат „североизточни ветрове“, за които са характерни силни ветрове, проливни дъждове и много снеговалеж. Тези бури често засягат големи участъци от източното крайбрежие на Съединените щати.
Лятото е горещо и влажно със средна дневна юлска температура от 26,2 °C и средна дневна относителна влажност от около 66%, която може да е относително поносима. Комбинацията от горещина и влажност през лятото довежда до много чести гръмотевични бури, някои от които понякога причиняват торнадо в този район.
Най-високата отчетена температура е била 41 °C на 20 юли 1930 г. и на 6 август 1918 г., а най-ниската отчетена температура е била −26 °C на 11 февруари 1899 г. по време на голяма снежна буря.
| Климатични данни за Вашингтон, окръг Колумбия | Климатични данни за Вашингтон, окръг Колумбия | Климатични данни за Вашингтон, окръг Колумбия | Климатични данни за Вашингтон, окръг Колумбия | Климатични данни за Вашингтон, окръг Колумбия | Климатични данни за Вашингтон, окръг Колумбия | Климатични данни за Вашингтон, окръг Колумбия | Климатични данни за Вашингтон, окръг Колумбия | Климатични данни за Вашингтон, окръг Колумбия | Климатични данни за Вашингтон, окръг Колумбия | Климатични данни за Вашингтон, окръг Колумбия | Климатични данни за Вашингтон, окръг Колумбия | Климатични данни за Вашингтон, окръг Колумбия | Климатични данни за Вашингтон, окръг Колумбия |
| Месеци                                        | яну.                                          | фев.                                          | март                                          | апр.                                          | май                                           | юни                                           | юли                                           | авг.                                          | сеп.                                          | окт.                                          | ное.                                          | дек.                                          | Годишно                                       |
| Средни максимални температури (°C)            | 5,83                                          | 8,06                                          | 13,17                                         | 19,06                                         | 24,11                                         | 28,83                                         | 31,28                                         | 30,17                                         | 26,28                                         | 20                                            | 14,06                                         | 8,33                                          | 19,11                                         |
| Средни минимални температури (°C)             | −2,61                                         | −1,28                                         | 2,94                                          | 7,72                                          | 13,22                                         | 18,33                                         | 21,17                                         | 20,33                                         | 16,56                                         | 9,78                                          | 4,44                                          | 0                                             | 9,22                                          |
| Средни месечни валежи (mm)                    | 81,5                                          | 66,8                                          | 91,4                                          | 70,4                                          | 97                                            | 79,5                                          | 93                                            | 87,4                                          | 96,3                                          | 81,8                                          | 77                                            | 77,5                                          | 999,6                                         |
| Средни снеговалежи (см)                       | 15                                            | 13                                            | 4.1                                           | 0                                             | 0                                             | 0                                             | 0                                             | 0                                             | 0                                             | 0                                             | 1.8                                           | 3.6                                           | 37.3                                          |
| --------------------------------------------- | --------------------------------------------- | --------------------------------------------- | --------------------------------------------- | --------------------------------------------- | --------------------------------------------- | --------------------------------------------- | --------------------------------------------- | --------------------------------------------- | --------------------------------------------- | --------------------------------------------- | --------------------------------------------- | --------------------------------------------- | --------------------------------------------- |
| Източник: The Weather Channel, NOAA           |                                               |                                               |                                               |                                               |                                               |                                               |                                               |                                               |                                               |                                               |                                               |                                               |                                               |

## Население
На 1 юли 2015 г. са преброени 672 228 жители, което е с 11,7% повишение спрямо 2010 г. През делничните дни обаче много хора от предградията и околните селища идват да работят в града и той става с население около един милион.
Според изследване, направено през 2007 г., населението на Вашингтон се състои от 56,6% чернокожи или афроамериканци, 36,3% бели американци, 3,1% азиатци и 0,2% индианци.
Уникален сред градовете с голям процент чернокожо население, Вашингтон е бил населен с много чернокожи още от самото си създаване. В резултат на Американската гражданска война чернокожото население скача драстично от 1% на 10% през 1810 г. Между 1810 и 1940 г. чернокожото население съставлява 30% от предградията, но достига връхната си точка през 1970 г., когато е цели 70%. Оттогава се наблюдава спад заради изселването на част от чернокожите към предградията или други градове заради по-евтините наеми. Въпреки това се наблюдава наплив на много афроамериканци, особено на млади и току-що завършили студенти, заради по-добрите възможности за реализация.
През 2000 г. 33 000 души се определят като хомосексуални и бисексуални – около 8,1% от пълнолетното население в града. Като се има предвид значителното ЛГБТ население и либералния политически климат, през декември 2009 г. общинският съвет на Колумбия приема закон за еднополовия брак и от март 2010 г. започват да се издават свидетелства за брак между хомосексуални двойки.

## Икономика
Икономиката на Вашингтон е растяща и разнообразна, с нарастващ дял на работните места в сектора на професионалните и бизнес услуги. Брутният продукт на федералния окръг през 2008 година е 97,2 милиарда долара, което го поставя на 35-о място сред американските щати. Към януари 2010 година безработицата в градската агломерация на Вашингтон е 6,9%, втората най-ниска сред 49-те най-големи агломерации в страната. В самия град по същото време безработицата е 12%.
През 2008 г. около 27% от заетите във Вашингтон работят за федералното правителство на Съединените щати, което смекчава ефектите от световната икономическа криза, тъй като американското правителство не ограничава дейността си след нейното начало. В същото време към януари 2007 г. федералните служители в района на Вашингтон са само 14% от всички заети от федералното правителство. Много организации, като правни кантори, изпълнители на обществени поръчки, неправителствени организации, лобистки фирми, профсъюзи и браншови организации, са разположили своите централи във или около Вашингтон, за да бъдат в близост до федералното правителство.
Във Вашингтон присъства и нарастваща група от сектори, несвързани пряко с правителството, особено в областта на образованието, финансите и науката. Петте най-големи недържавни работодатели в града са Университетът „Джордж Вашингтон“, Джорджтаунският университет, Вашингтонският болничен център, Университетът „Хауърд“ и финансираната от правителството финансова корпорация Fannie Mae. Към 2010 г. в града са базирани 4 от 500-те най-големи американски корпорации – Fannie Mae, приборостроителната компания Danaher Corporation, електроразпределителното предприятие Pepco Holdings и издателството The Washington Post.
Основното летище, обслужващо града, е разположеното във Вирджиния Летище „Вашингтон-Дълес“.

## Медии
Вашингтон е център за националните и международни медии. Washington Post, основан през 1877 г., е най-старият и най-четен местен вестник, излизащ ежедневно във Вашингтон. Вероятно е най-прочут с отразяването на националната и международна политика, както и с разобличаването на скандала Уотъргейт. „The Post“, както популярно го наричат, отпечатва само три основни издания, по едно за окръг Колумбия и щатите Мериленд и Вирджиния. Дори без разширени национални издания, вестникът се намира на пето място по тираж сред всички ежедневници към 31 март 2010 г.
Компанията Washington Post издава ежедневен безплатен вестник Експрес на английски, предназначен за пътуващите с обществен транспорт, който обобщава информация за събитията, спорта и развлеченията, както и издание на испански Ел темпо латино. Местните ежедневници Вашингтон Таймс и Вашингтон Икзаминър, алтернативният Вашингтон Сити пейпър и седмичникът Вашингтон бизнес джърнал имат също значителен брой читатели. Голям брой от местните и специализирани вестници се фокусират върху местните въпроси и културата. Сред тях са: седмичниците Вашингтон Блейд и Метро Уикли, покриващ теми за ЛГБТ; Вашингтон Информър и Вашингтон Афроамерикан, които отразяват теми, свързани с интересите на чернокожите; и квартални вестници, публикувани от компанията Кърънт Нюспейпър. Вестниците Дъ Хил и Рол Кол се фокусират единствено върху теми, свързани с Конгреса и федералното правителство.
Метрополният район Вашингтон (Washington Metropolitan Area) е деветият най-голям телевизионен медиен пазар в Съединените щати с два милиона домакинства (приблизително 2% от населението на САЩ). Няколко медийни компании и канали на кабелни телевизии имат седалища в този район, включително: C-SPAN, Black Entertainment Television (BET), National Geographic Channel, Smithsonian Networks, XM Satellite Radio, National Public Radio (NPR), Travel Channel (в Чиви Чейс, Мериленд), Discovery Communications (в Силвър Спринг, Мериленд) и Public Broadcasting Service (PBS) (в Арлингтън, Вирджиния). Седалището на Voice of America (VOA), националната новинарска услуга на правителството на Съединените щати, е разположено близо до столицата в югозападен Вашингтон.

## Забележителности
В столицата:
- Капитолий – седалище на федералната власт.
- Белият дом – сградата, в която американският президент работи и живее със семейството си.
- Конгресът – двукамарен висш орган на законодателната власт в САЩ.
- Библиотека на Конгреса – най-голямата в света библиотека.
- Националните архиви – независима агенция към правителството в САЩ, отговорна за съхраняването и документирането на исторически и правителствени архиви.
- Върховен съд – най-висшият съдебен орган в САЩ.
- Федерален резерв – централната банка на САЩ.
- Ботаническа градина на САЩ – ботаническа градина, намираща се до Капитолия, близо до Гарфийлд съркъл.
- Смитсонов институт – научноизследователски и образователен институт в САЩ, към който е създаден голям комплекс от музеи. Някои от тях са Музеят на американската история, Индианският музей, Музеят Хиршхорн и скулптурната градина, Националният въздушен и космически музей, Музеят по естествена история и др.
- Вашингтон монумент – представлява обелиск и масонски символ, построен в памет на първия президент на САЩ генерал Джордж Вашингтон.
- Джеферсън Мемориал – паметник, посветен на Томас Джеферсън, третия президент на САЩ и американски основоположник (политически водач, подписал Декларацията за независимост на САЩ през 1776).
- Линкълн Мемориал – паметник, построен в чест на 16-ия президент на САЩ Ейбрахам Линкълн.
- Мемориал на Втората световна война – посветен на американците като военнослужещи и граждани по време на Втората световна война.
- Музей мемориал на холокоста в САЩ – официалният мемориал на холокоста в САЩ.
- Мемориал на ветераните от Виетнам – посветен на американските военнослужещи, загинали или изчезнали без вест в хода на войната във Виетнам.
- Мемориал на ветераните от Корея – в памет на служилите в Корейската война.

В непосредствена близост до града са:
- Пентагонът – седалището на американското Министерство на отбраната.
- Централно разузнавателно управление – държавна американска разузнавателна агенция.
- Гробницата на незнайните воини – посветена на американските военнослужещи, които загиват без техните имена да могат да бъдат узнати. Разположена е в Националното гробище Арлингтън.
- Гробът на Джон Ф. Кенеди – президентски мемориал, намиращ се в Националното гробище Арлингтън. Гробът и вечният пламък, използвани по време на погребението на президента Кенеди на 25 ноември 1963, които първоначално са били временни, са се превърнали в негово постоянно местоположение.

## Побратимени градове
Вашингтон има побратимени градове по света основно, когато са столици на държавите. Изключение прави Съндърланд (Sunderland, England).
- Акра, Гана от 2006 г.
- Атина, Гърция от 2000 г.
- Банкок, Тайланд от 1962 г.
- Брюксел, Белгия от 1985 г.
- Дакар, Сенегал от 1980 г.
- Париж, Франция от 2000 г.
- Пекин, Китай от 1984 г.
- Претория, ЮАР от 2002 г.
- Сеул, Южна Корея от 2006 г.
- Съндърланд, Англия от 2006 г.